# معاينة شفوفية
المعاينة الشفوفية (بالإنجليزية: Diascopy)‏ هو فحص يجرى لمعرفة قابلية الابيضاض من خلال الضغط بالأصبع أو شريحة زجاجية ثم ملاحظة تغير اللون.
يستخدم هذا الفحص لمعرفة إن كانت الآفة وعائية (التهابية أو خلقية) أو غير وعائية (وحمة) أو نزفية (حبرة أو فرفرية). الآفات النزفية والآفات غير الوعائية لا تبيضّ، أما الآفات الالتهابية فتبيضّ.
كما تستخدم المعاينة الشفوفية للتعرف على آفات الجلد الساركويدية حيث تتحول إلى لون هلام التفاح عند الضغط عليها.